# Ippolito Ragghianti

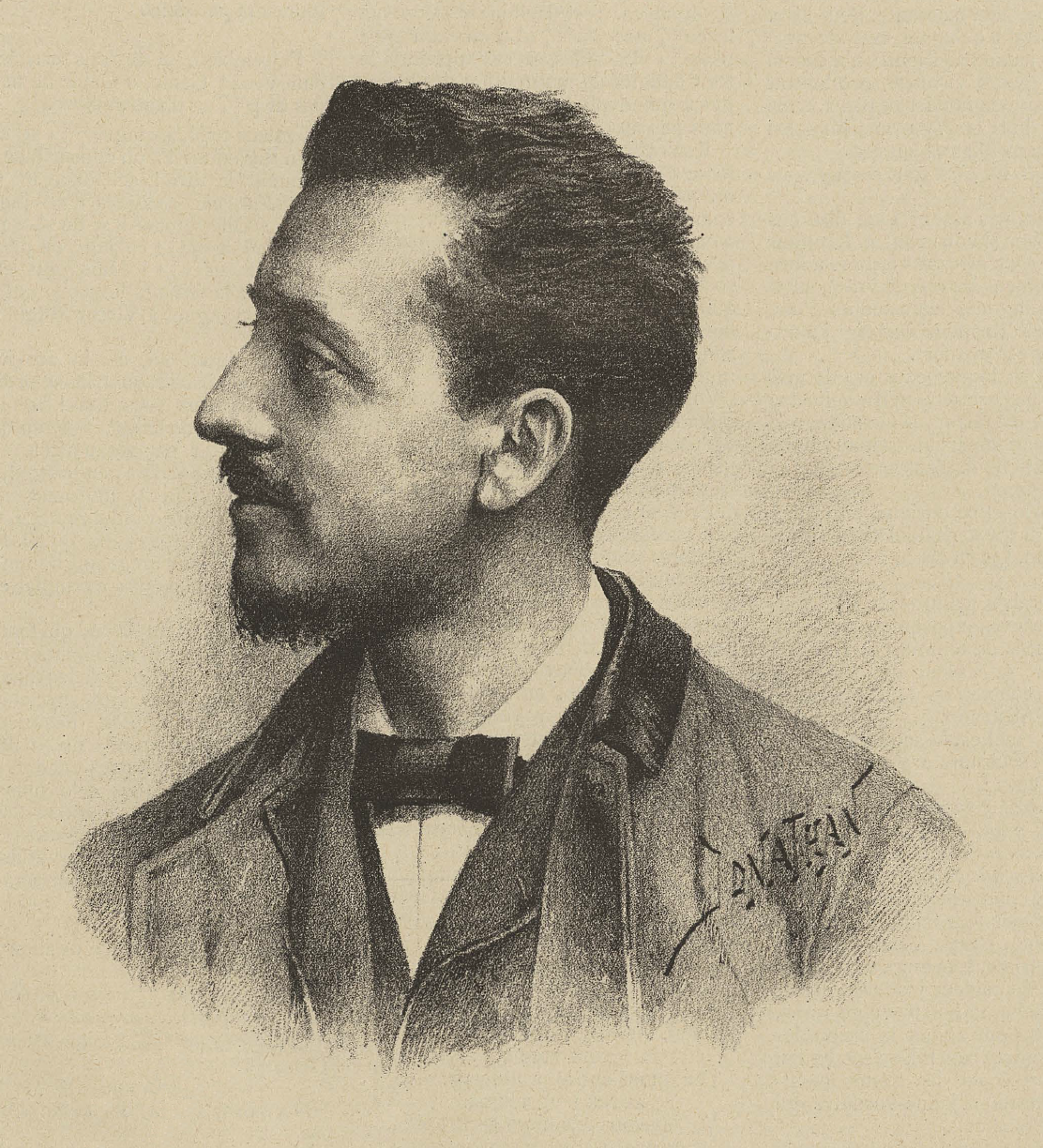
Ippolito Ragghianti

Ippolito Ragghianti (Viareggio, 17 luglio 1865 – Viareggio, 21 novembre 1894) è stato un violinista italiano.

## Biografia
Nato a Viareggio da Paolo Ragghianti e Teresa Lencioni, iniziò lo studio della musica in giovane età sotto la guida del maestro Giosuè Meraviglia per proseguire all'Istituto Musicale di Firenze dove seguì le lezioni di violino del prof. Giovacchino Giovacchini e, in privato, il corso di armonia e contrappunto del prof. Guido Tacchinardi.
Dopo aver conseguito il diploma di  "alunno emerito" nel 1884 conobbe il violinista belga Cesare Thomson che lo invitò al Conservatorio di Liegi per continuare i suoi studi. In  Belgio Ragghianti riuscì a mettere in luce le proprie doti vincendo il Primo Premio al concorso internazionale di violino e affermandosi come musicista di talento anche nei successivi concerti nei teatri europei (diede concerti a Londra, Amburgo, Dresda, Monaco, Nizza).
Nel 1894 una malattia lo riportò a Viareggio dove morì il 21 novembre a soli ventinove anni lasciando incompiuta l'opera lirica "Jean Marie" a cui stava lavorando.  I funerali si tennero il 24 novembre se videro la partecipazione di migliaia di persone fra cui Giacomo Puccini e Pietro Mascagni, amici del giovane musicista. In suo onore la piazza di Viareggio in cui sorge la casa in cui è nato è stata rinominata "Piazza Ippolito Ragghianti".